# Kanton Tournon-d'Agenais
Tournon-d'Agenais is een voormalig kanton van het Franse departement Lot-et-Garonne. Het kanton maakte deel uit van het arrondissement Villeneuve-sur-Lot. Het werd opgeheven bij decreet van 26 februari 2014, met uitwerking op 22 maart 2015. Alle gemeenten werden opgenomen in het nieuwe kanton Le Fumélois.

## Gemeenten
Het kanton Tournon-d'Agenais omvatte de volgende gemeenten:
- Anthé
- Bourlens
- Cazideroque
- Courbiac
- Masquières
- Montayral
- Saint-Georges
- Saint-Vite
- Thézac
- Tournon-d'Agenais (hoofdplaats)